# Sant Julià de Lòria
Sant Julià de Lòria (phát âm tiếng Catalunya: [ˈsaɲ ʒuliˈa ðə ˈlɔɾiə]) là một trong những giáo xứ của Andorra, ở cực nam của đất nước. Nó cũng là tên của thị trấn chính của giáo xứ, chiều cao là 908m so với mực nước biển, và nó là khu định cư thấp nhất ở Andorra. Khu định cư khác trong giáo xứ bao gồm Bixessarri, Aixàs, Aixovall, Certers, Llumeneres, Nagol, Aixirivall, Auvinyà, Juberri, Fontaneda, và Canòlic. Nó giáp với Andorra la Vella ở phía bắc, Escaldes-Engordany ở phía đông bắc và Catalonia, Tây Ban Nha ở phía nam, đông, tây, tây bắc, tây nam và đông nam.

## Giáo dục
- Đại học Andorra
- Naturlandia - Tobotronc
- Festa Major de Sant Julià
- Museu del Tabac

## Những nhân vật đáng chú ý
- Oscar Ribas Reig (sinh năm 1936 tại Sant Julià de Lòria) thủ tướng đầu tiên của Andorra năm 1982
- Francesc Repiso Romero (sinh năm 1964 tại Sant Julià de Lòria) vận động viên bắn súng thể thao, thi đấu tại Thế vận hội mùa hè 2004
- Gilbert Saboya Sunyé (sinh năm 1966 tại Sant Julià de Lòria) nhà kinh tế và chính trị gia. Ông hiện là Bộ trưởng Bộ Ngoại giao
- Antoni Bernadó (sinh năm 1966 tại Sant Julià de Lòria) vận động viên chạy đường dài, người đã về đích thứ 87 trong cuộc thi marathon nam tại Thế vận hội Mùa hè 1996, hạng 49 tại Thế vận hội Mùa hè 2000, hạng 57 tại Thế vận hội Mùa hè 2004, hạng 58 tại Thế vận hội Mùa hè 2008 và hạng 74 tại Thế vận hội Mùa hè 2012. Là vận động viên đầu tiên và duy nhất cho đến nay đã hoàn thành năm cuộc thi Marathon Olympic
- Domi Trastoy Diaz (sinh năm 1981 tại Sant Julia de Loria) vận động viên leo núi, anh đã leo năm trong số bảy đỉnh cao nhất của mỗi lục địa
- Marina Fernández (sinh năm 1996 tại Sant Julià de Lòria) cầu thủ bóng đá chơi ở vị trí tiền vệ
- Jordi Aláez (sinh năm 1998 ở Sant Julià de Lòria) cầu thủ bóng đá và bóng đá bãi biển